# تفنگ بردان

تفنگ بردان تفنگ اصلی نیروهای مسلح روسیه از ۱۸۶۹ تا ۱۸۹۱ بود. این تفنگ تک تیر بود و فشنگ ۱۰٫۷۵X۵۸r می‌خورد. هم تفنگ و هم این فشنگ را هیرام بردان مخترع و طراح اسلحه امریکایی برای دولت روسیه تزاری طرح کرده بود.
این تفنگ در روسیه به «بردانکا» معروف بود. در ایران به آن «بدانقا» می گفتند.